# Antoní de Pàmies
Antoní de Pàmies o Antolí (Pàmies, ca. 453 - ca. 506) va ser un religiós, mort al martiri i venerat com a sant. Avui és el patró de les ciutats de Pàmies, Palència i Medina del Campo, entre d'altres. La seva festivitat és el 2 de setembre.
La seva història es confon amb detalls de la de sant Antoni d'Apamea, a Síria, la qual cosa fa pensar que no sigui del tot real o, fins i tot, que el sant de Pàmies no hagués existit i es tractés d'un personatge creat a partir del sant siríac, per tal d'enfortir la fe dels habitants de la zona.

## Biografia
Antoní va néixer a Pàmies (que llavors es deia Fredelas, ‘’vila de Frederic’’, fill del rei visigot Teodoric I), al sud de l'actual França, cap a l'any 453. Era de sang reial, potser fill de Frederic; educat en l'arrianisme, volgué deixar l'heretgia, tot enfrontant-se al seu pare. Va renunciar a la seva fortuna i va marxar a Roma, on va ser ordenat sacerdot. Predicà en algunes ciutats italianes fent diversos miracles. De retorn a la Gàl·lia, va formar part d'un grup de missioners dirigits per sant Dionís.
Es va instal·lar al Roergue i hi predicà amb molt d'èxit. Va convertir el governador Festus i va batejar nombroses persones. Tot i els precs dels habitants de la regió, Antoní va decidir anar-se'n, no sense dir abans que hi tornaria però ja sense vida. Va adreçar-se a Tolosa, prop de Teodoric. Rebutja el bisbat que havia estat de sant Sadurní de Tolosa i és falsament acusat de tenir amors amb la dona del rei. Per això, és arrestat i empresonat i a la presó coneix un habitant de Tolosa anomenat Almaqui. És torturat: és immers en oli bullent i llançat a la Garona amb una mola de molí lligada al coll, però, miraculosament, surt a la superfície; molta gent, en veure'l, es converteix.
Torna a Pàmies i segueix predicant l'evangeli, ara amb Almaqui. Ambdós viuen en una ermita anomenada Font d'Orient, on són arrestats pels sicaris del rei Metopi, juntament amb un tercer company anomenat Joan: tots tres són executats a la vora del riu Arieja. Durant l'execució, un soldat talla el màrtir en dues parts: d'un costat cauen el cap i el braç dret i a l'altre el braç esquerre i la resta del cos. El martiri va tenir lloc vers l'any 506.
El cos del màrtir va ser enterrat per uns amics al lloc del martiri, on després va aixecar-se una abadia, l'actual catedral de Sant Antoní de Pàmies. Una part de les relíquies es conserven a la catedral de Palència, on es van traslladar l'any 672 per ordre del rei visigot Wamba.

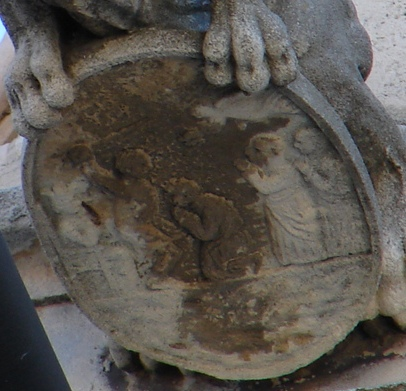
Martir del sant a una gàrgola de la catedral de Palència
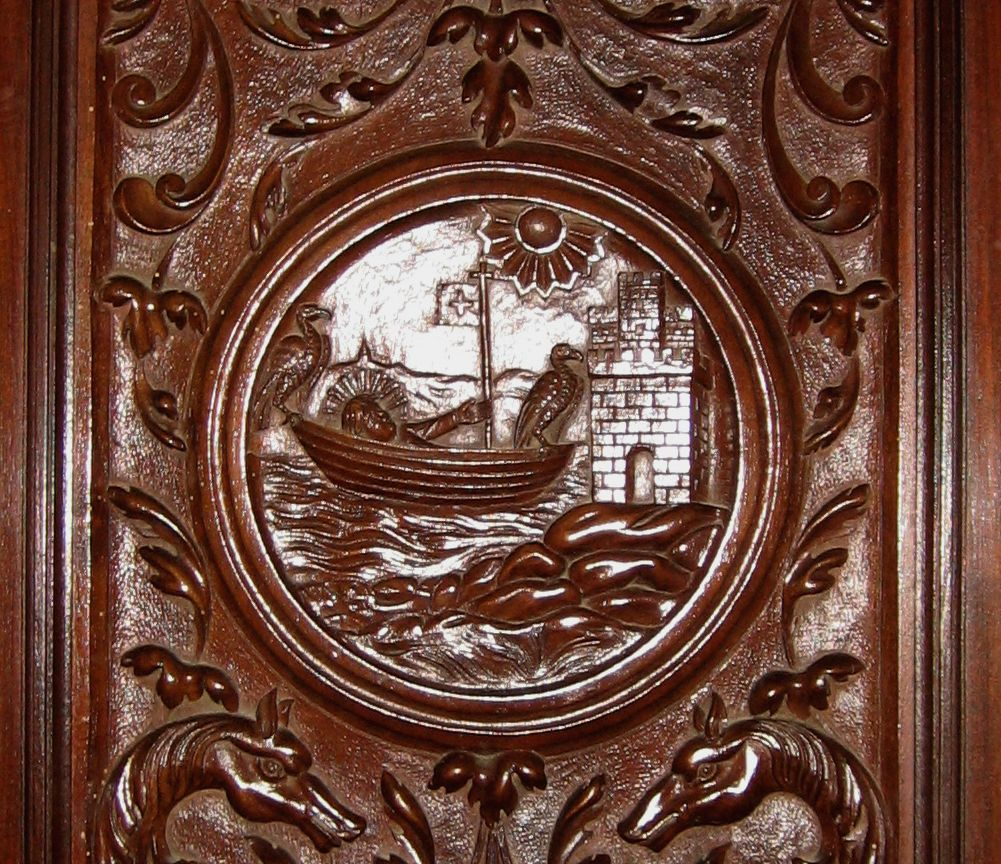
El sant transportat per les àguiles, talla a la catedral de Pàmies
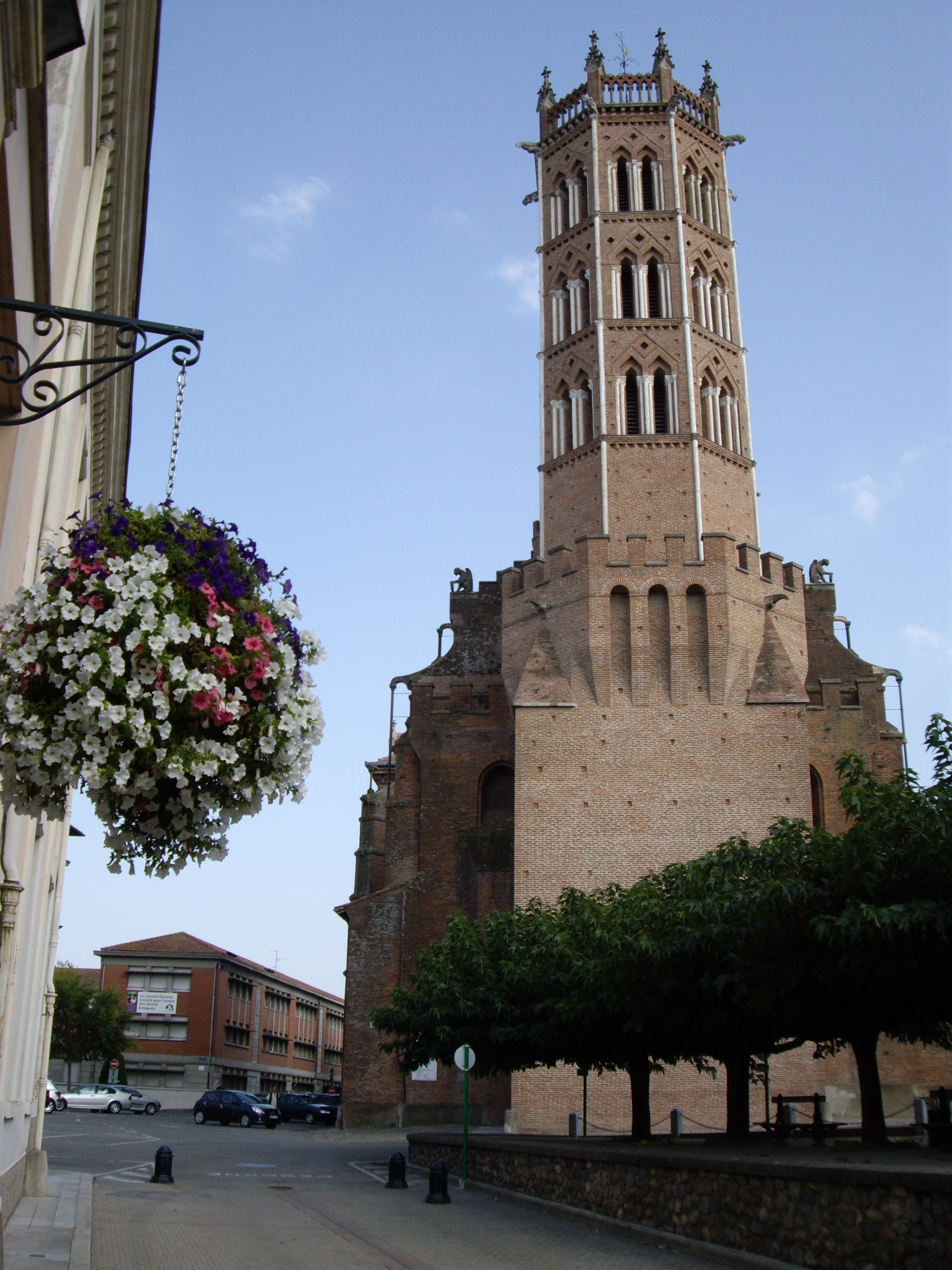
Catedral de Sant Antoní de Pàmies

## Llegendes
Una llegenda diu que després que sant Antolí fos llançat al riu, les aigües es van retirar i van deixar un lloc per poder passar-hi fins on n'hi havia el cos. Uns àngels van aparèixer i van recollir les restes del màrtir, ficant el cap i el braç dret en una barca. A continuació, van aparèixer dues àguiles blanques que van estirar de la barca i, passant per l'Arieja i la Garona, el Tarn i l'Avairon, van arribar fins a Saint-Antonin-Noble-Val. Allí Festus, el noble convertit pel sant, va dipositar les relíquies del màrtir en una urna i, més tard, s'aixecaria sobre el lloc una abadia.
Una altra llegenda narra el descobriment de les relíquies a Palència. El rei Sanç III de Navarra estava de caça i perseguia un senglar, que es va amagar en el que semblava una cova. Quan anava a llançar la llança per matar l'animal, el seu braç va quedar paralitzat i el rei va entendre que estava en un lloc sant. Va prometre que, si li tornava la mobilitat del braç, hi aixecaria un temple. Quan la va recuperar, es va trobar que la cova era la cripta abandonada que havia estat edificada per Wamba i contenia les relíquies de Sant Antoní de Pàmies: sobre la cripta, l'actual cripta de San Antolín, es va edificar la catedral de Palència, que es va consagrar al sant.
Avui dia, cada 2 de setembre, festivitat del sant, la cripta s'obre al públic: els fidels poden beure aigua del pou que hi ha al mig de la cripta.

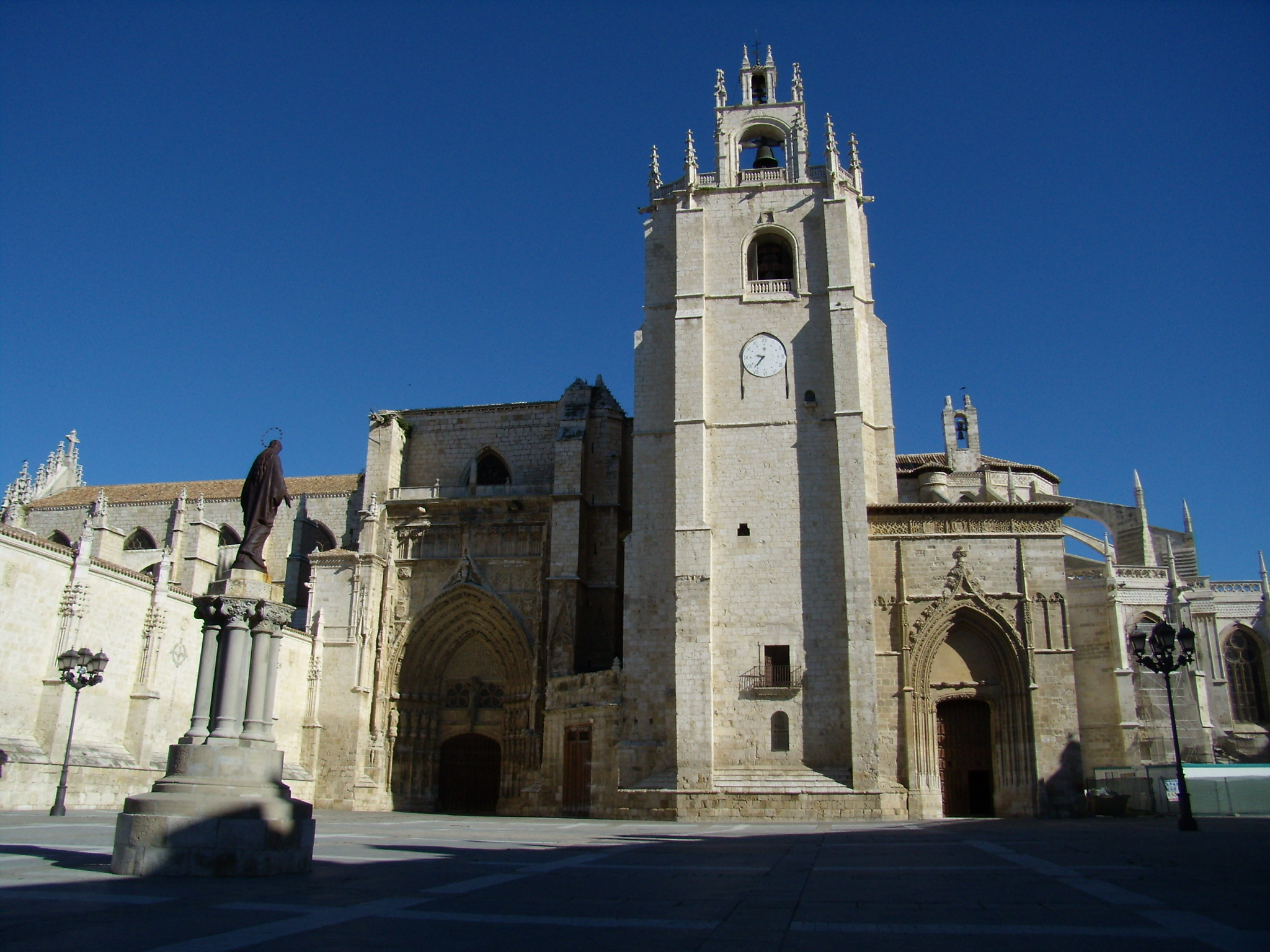
Catedral de San Antolín a Palència
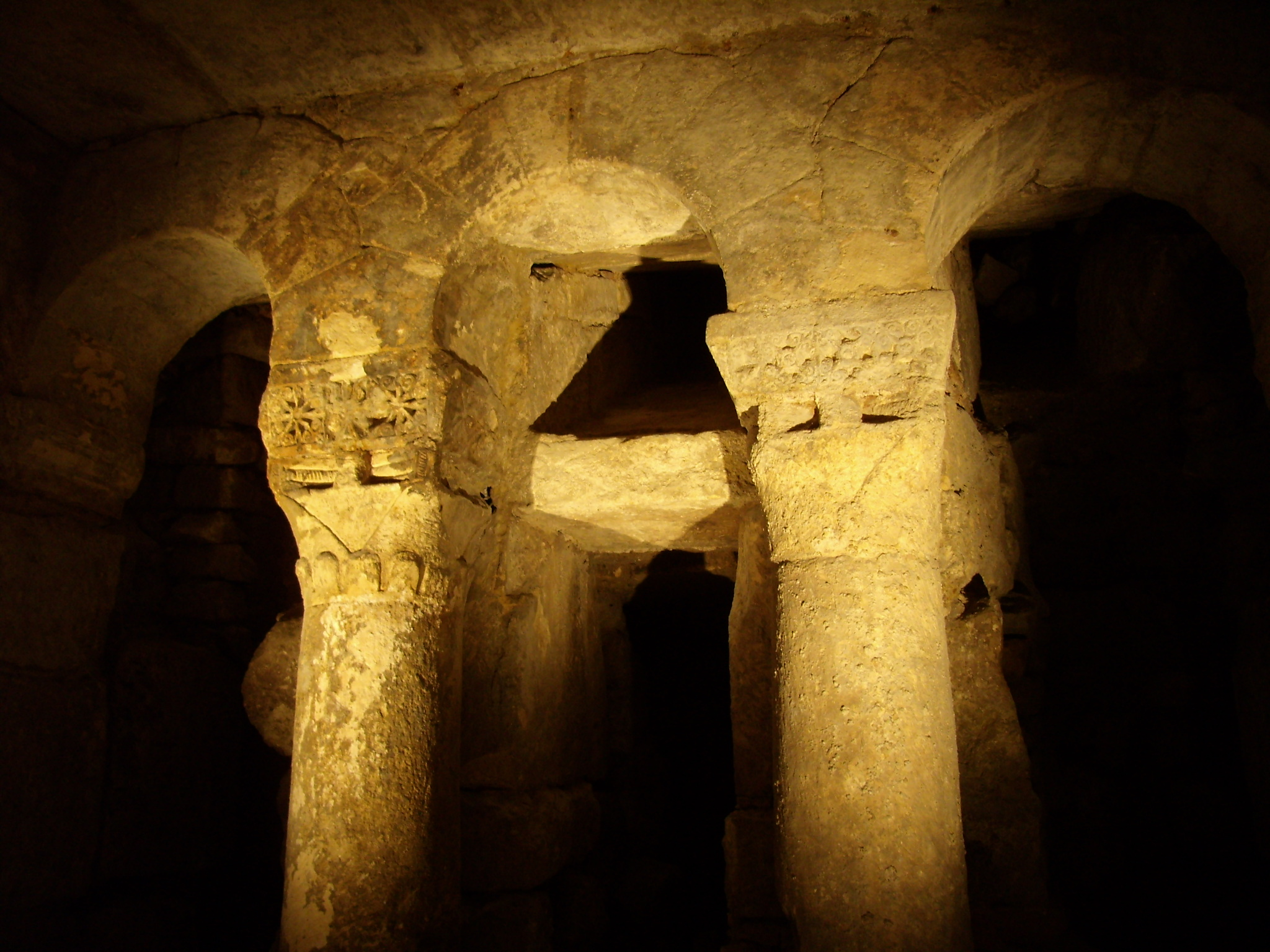
Cripta visigoda a Palència, on hi ha les restes del sant
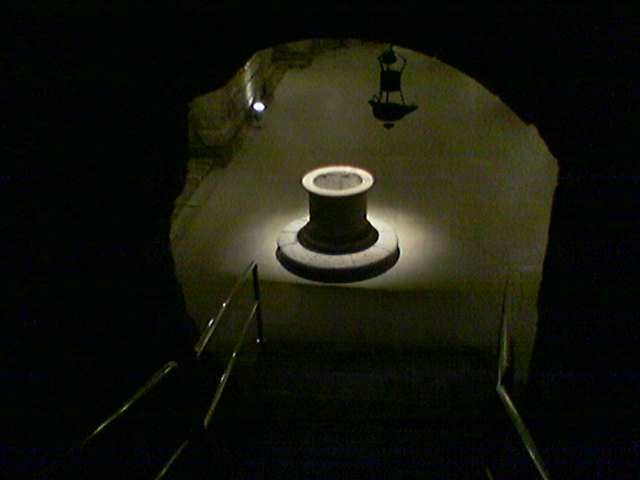
Pou a la cripta de Palència